# Tipula caucasimontana
Tipula caucasimontana är en tvåvingeart som beskrevs av Evgenyi Nikolayevich Savchenko 1955. Tipula caucasimontana ingår i släktet Tipula och familjen storharkrankar. Inga underarter finns listade i Catalogue of Life.